# Ivan Moskvine
Pour les articles homonymes, voir Moskvine.

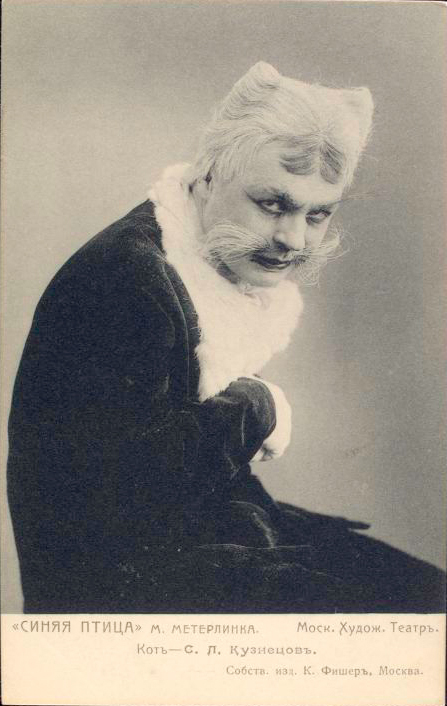
Moskvine dans le rôle de chat dans L'Oiseau bleu de Maurice Maeterlinck en 1908.

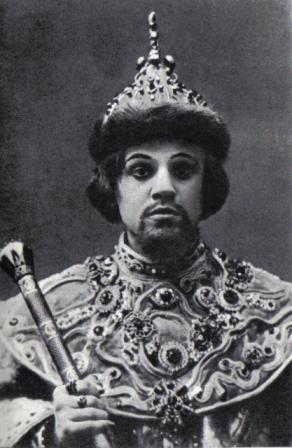
Moskvine dans le rôle de Tsar Fiodor en 1898.

Ivan Moskvine (en russe : Ива́н Миха́йлович Москви́н), né à Moscou (Empire russe) le 30 juin 1874 et mort le 16 février 1946 également à Moscou, est un acteur, metteur en scène et réalisateur soviétique, directeur du Théâtre d'art de Moscou en 1943-1946. En 1936, il est parmi les treize premières personnes à recevoir le titre honorifique d'Artiste du peuple de l'URSS. Il est également député du premier Soviet suprême de l'Union soviétique.

## Biographie
Né dans la famille d'un horloger, Moskvine se passionne pour le théâtre très jeune. Il fait ses études à l'Académie russe des arts du théâtre dans la classe de Vladimir Nemirovitch-Dantchenko. Diplômé, il travaille au Théâtre dramatique de Iaroslavl (ru) et au Théâtre Korch jusqu'en 1898, quand son professeur Nemirovitch-Dantchenko l'invite dans la troupe du Théâtre d'art de Moscou et lui offre le premier rôle dans le spectacle Le Tsar Fédor Ivanovitch d'après Alexis Tolstoï dont la première représentation a lieu le 14 octobre 1898. À partir de ce moment, Moskvine devient l'acteur vedette du Théâtre d'art où il jouera entre autres Louka dans Les Bas-fonds, le Chat dans L'Oiseau bleu, Epikhodov dans La Cerisaie, Sneguirev dans Les Frères Karamazov, Nozdrev dans Les Âmes mortes, Fiodor Protassov dans Le Cadavre vivant, Khlynov dans le Cœur ardent. Il jouera aussi quelques rôles au cinéma et sera l'invité de la première émission de télévision en URSS diffusée le 5 novembre 1934.
Mort à Moscou, l'artiste est enterré au cimetière de Novodevitchi. La rue Petrovski pereoulok dans le District administratif central portait son nom jusqu'en 1994.

## Filmographie partielle
acteur
- 1922 : Polikouchka (Поликушка) d'Aleksandre Sanine (ru): Polikei
- 1925 : Le Maître de poste (Коллежский регистратор, Kollejskiy reguistrator) : Semion Vyrine
- 1928 : Un homme est né (Человек родился, Tchelovek rodilsia) de Iouri Jeliaboujski (ru) : Fiodor Koulyguine
- 1929 : Les Grades et les Hommes (Чины и люди, Tchiny i liudi) de Yakov Protazanov : Tcherviakov
- 1938 : De par la Volonté du Brochet (По щучьему веленью, Po shchuchemu veleniyu) d'Alexandre Rou : le sourd
- 1939 : La Chirurgie (ru) (Хирургия) de Yan Frid: Efim Vonmiglassov
- 1940 : Concert à l'écran (Концерт на экране) de Semion Alekseïevitch Timochenko :

réalisateur
- 1925 : Le Maître de poste (Коллежский регистратор, Kollejskiy reguistrator) avec Vladimir Gontchoukov et Iouri Jeliaboujski

## Distinctions
- Artiste émérite de la RSFSR: 1923
- Artiste du Peuple de la RSFSR : 1926
- Artiste du peuple de l'URSS : 1936
- Ordre du Drapeau rouge du Travail : 1936
- Ordre de Lénine : 1937, 1944
- Prix Staline : 1943, pour la contribution à l'art théâtral
- Prix Staline : 1946, pour le rôle de Frol Pribytkov dans le spectacle La dernière victime d'après Alexandre Ostrovski